# オルタ・ボカ
オルタ・ボカ（アルバニア語:Olta Boka、1991年9月13日 - ）は、アルバニアの歌手であり、ユーロビジョン・ソング・コンテストの2008年大会にアルバニア代表として参加し、「Zemrën e lamë peng」を歌った。
ユーロビジョン・ソング・コンテスト大会のアルバニア代表を選ぶ国内選考を兼ねるアルバニアの音楽祭・フェスティヴァリ・イ・ケンゲス（Festivali i Këngës）で優勝し、アルバニア代表としてユーロビジョン2008に参加したが、準決勝で25箇国中17位に終わり、10箇国のみが進出できる決勝への進出はかなわなかった。2004年大会でキプロス代表のリサ・アンドレアス（Lisa Andreas）が16歳で参加して以降、最も若い代表者であった。その後、アルバニアやコソボなどから多くの歌手が参加するエセト（Ethet）にも参加している。